# Zofia Wóycicka

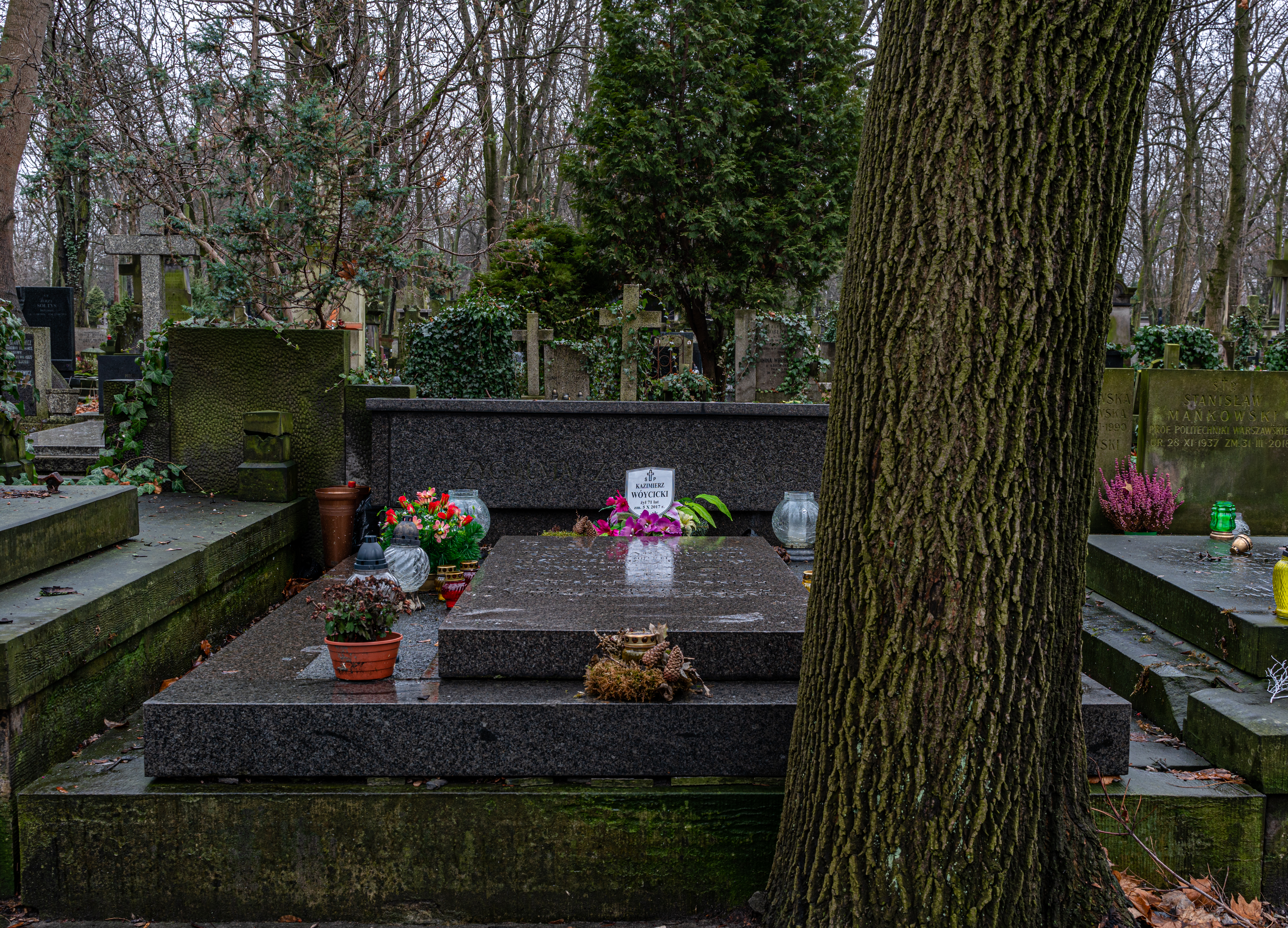
Grób Zofii Wóycickiej i m.in. jej męża Kazimierza

Zofia Maria Anna z Niemojewskich Wóycicka (ur. 26 lipca 1900 w Warszawie, zm. 20 października 1999 tamże) – polska działaczka społeczna, uczestniczka powstania warszawskiego.

## Życiorys
Zofia Niemojewska ukończyła Żeńskie Prywatne Gimnazjum Filologiczne prowadzone przez Janinę Popielewską i Janinę Roszkowską w Warszawie. Studiowała nauki polityczne w Wolnej Wszechnicy Polskiej oraz uczyła się aktorstwa u A. Różyckiego. W czasie powstania warszawskiego walczyła w randze strzelca. W powstaniu brały udział również dzieci Zofii – Hanna Wóycicka po mężu Górska, i Tadeusz Henryk Wóycicki ps. Rawicz II, Leszno (1922–2017). Mąż zginął w powstaniu.
Po powstaniu przebywała w niewoli niemieckiej: od 13 października 1944 roku w Stalagu IV-B/H Zeithain (obóz szpitalny – oddział Stalagu IV-B Mühlberg), numer jeniecki 299785.
Po wyzwoleniu powróciła w 1945 roku do Polski. 

## Działalność społeczna w Warszawie
W 1937 roku została laureatką pierwszego konkursu „Warszawa w kwiatach”, ogłoszonego przez prezydenta miasta Stefana Starzyńskiego. Jej balkon przy ul. Wspólnej 16 m. 6 zwyciężył w tym konkursie, ex aequo z balkonem Miry Zimińskiej-Sygietyńskiej przy ul. Polnej 62. W nagrodzie otrzymała obraz Tadeusza Cieślewskiego (syna) „Kamienne Schodki”. 
W latach 1945–1960 pracowała społecznie dla Powiśla i współtworzyła Towarzystwo Przyjaciół Warszawy, była wieloletnią (przez ponad 30 lat) prezes Towarzystwa Przyjaciół Warszawy oddział Powiśle. Była organizatorką wielu imprez kulturalnych i koncertów dla warszawiaków. W 1971 roku zainicjowała na Powiślu przywrócenie konkursu „Warszawa w kwiatach”, którego powojenna edycja objęła całą Warszawę w 1984 roku.
Wymyśliła, zorganizowała i prowadziła do końca życia Powiślańskie Wieczory w Zamku Ostrogskich, które są wydarzeniem kulturalnym Powiśla.

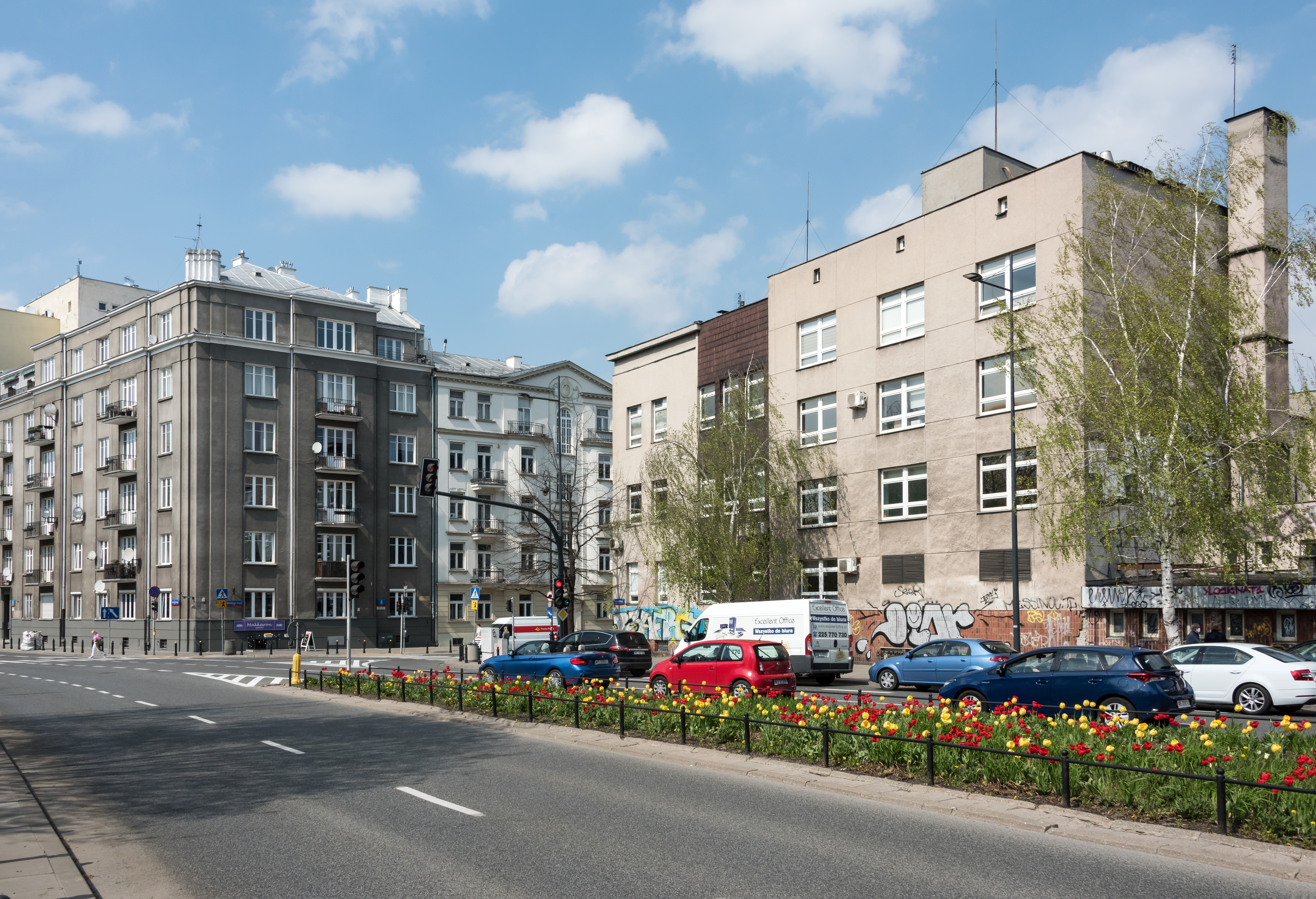
Plac Zofii Wóycickiej w Warszawie

## Życie prywatne
Zofia Niemojewska była córką Henryka Niemojewskiego (~1864–1926) i jego żony Izabeli z domu Ulanowskiej (1870–1946). Miała starszego brata Tadeusza (1897–1945). W 1921 roku wyszła za Kazimierza Wóycickiego (hydrologa) (1898–1944).
Oboje z mężem pochowani są na cmentarzu Powązkowskim w Warszawie (kwatera 75, rząd 6, miejsce 9–10).

## Upamiętnienie
- Z wdzięczności za 30-letnie prezesowanie Oddziałowi Powiśle Towarzystwo Przyjaciół Warszawy posadziło 15 maja 1998 roku sosnę koreańską na terenie klasztoru Sióstr Miłosierdzia przy ul. Tamka 35[7].
- Nazwiskiem Zofii Wóycickiej został nazwany plac na skrzyżowaniu ulic Solec, Dobrej, Czerwonego Krzyża i Stefana Jaracza w Warszawie, przed budynkiem dawnego szpitala „Solec”. Nadania nazwy dokonano 27 września 2007 roku[5].